# Сонго’о, Франк
Франк Стив Сонго’о (фр. Franck Steve Songo'o; 14 мая 1987, Яунде, Камерун) — камерунский футболист, вингер. Выступал за сборную Камеруна. Сын бывшего вратаря сборной Камеруна Жака Сонго’о.

## Карьера в сборной
В 2008 году Сонго’о подал заявку в ФИФА на смену гражданства, чтобы сыграть на летних Олимпийских играх 2008 года. Просьба была удовлетворена, и Сонго’о попал в заявку сборной Камеруна на олимпиаду. 6 сентября 2008 года он дебютировал в составе сборной в матче квалификации на ЧМ-2010 против сборной Кабо-Верде.
В ноябре 2012 года Сонго’о впервые за четыре года был вызван в сборную. 14 ноября 2012 года он вышел на замену в товарищеском матче против сборной Албании.

## Личная жизнь
В семье Сонго’о несколько футболистов. Его отец Жак был игроком клубов «Депортиво Ла-Корунья» и «Мец», а также выступал за сборную Камеруна. Его брат Янн выступал за множество английских клубов в третьем и четвёртом дивизионах, а также играл за молодёжную сборную Камеруна. Сообщалось, что ближе к концу игровой карьеры Франк стал владельцем нескольких предприятий в Ла-Корунье, которые ранее принадлежали его отцу.